# Pantógrafo

Pantógrafo estándar: pivotes estacionarios y no estacionarios.

Un pantógrafo (de las raíces griegas παντ, «todo», y γραφ, «dibujo» o «imagen») es un mecanismo articulado basado en las propiedades de los paralelogramos; este instrumento dispone de unas varillas conectadas de tal manera que se pueden mover respecto de un punto fijo (pivote). Se ideó originalmente para reproducir de forma manual dibujos originales a distinta escala, aunque el término ha pasado a designar de forma genérica cualquier sistema cuadrangular de varillas articuladas.

## Invención
Su teoría se describe en los principios de Descartes sobre los paralelogramos y fue ideado en 1603 por el sacerdote jesuita germano Christopher Scheiner; tiene aplicaciones en diversos campos de la mecánica, en mecanismos tales como el gato hidráulico, el pantógrafo de oxicorte, o como instrumento de dibujo.

## Pantógrafo de dibujo

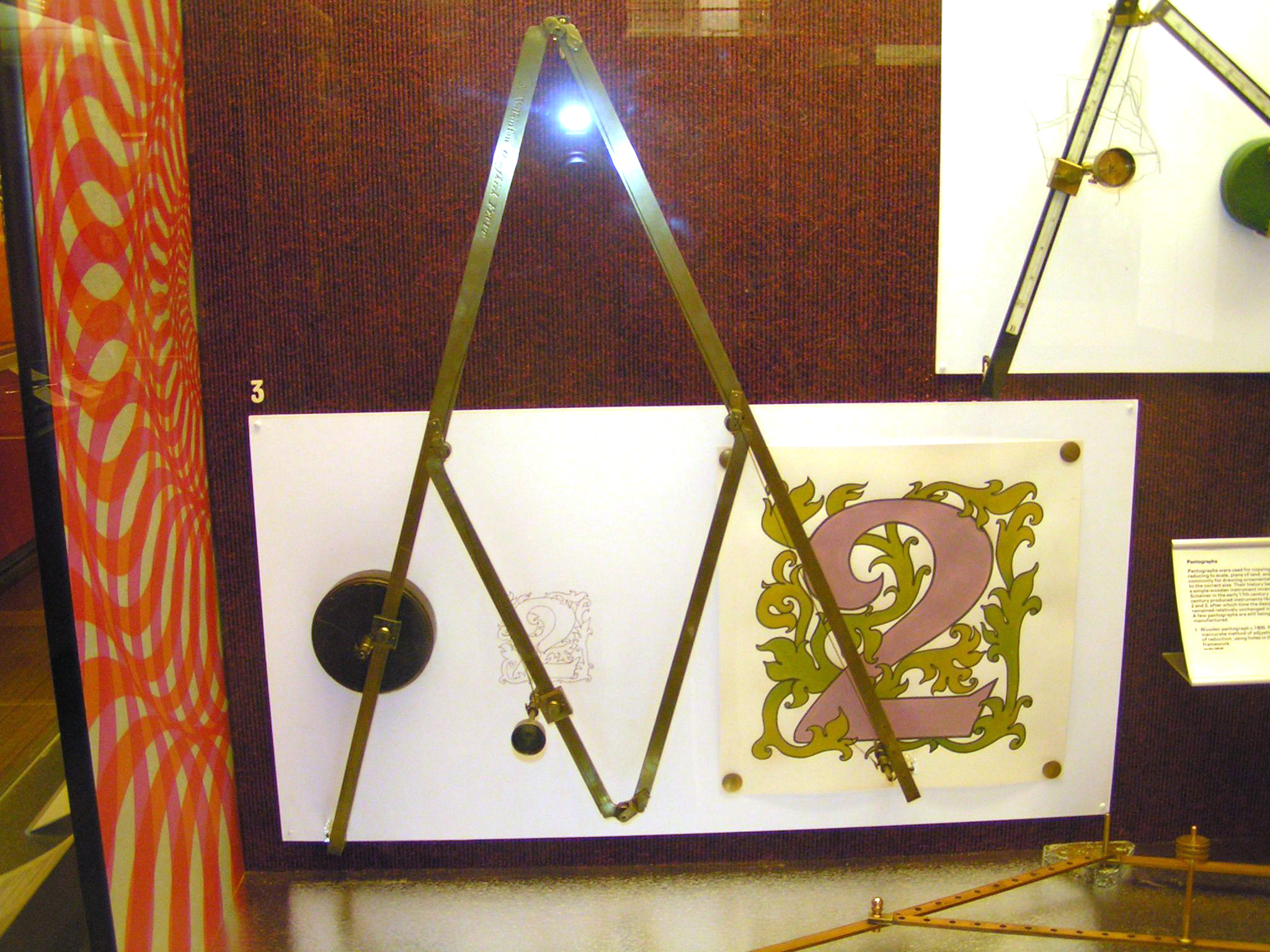
Antiguo pantógrafo de dibujo.

El pantógrafo de dibujo es un aparato de dibujo cuyo principio es usar una imagen guía a efectos de ampliarla o reducirla. Generalmente usado en arquitectura, consta de un pivote y un cruce de varillas de madera o metal. El aparato se basa en el principio del que recibe el nombre, y consiste en un paralelogramo articulado que sirve para dibujar una figura homotética a una usada de referencia, teniendo como objeto la ampliación de un dibujo o geometría. Es la base de la pantografía.
El pantógrafo, como instrumento de dibujo, permite copiar una figura o reproducirla a una escala distinta. Para conseguir dibujos a diferente escala se varía la distancia entre los puntos de articulación (rótulas), conservando siempre la condición de paralelismo entre las varillas, dos a dos.
Para dibujar, se fija el pivote P y se desplaza el puntero de referencia PR sobre el dibujo original; un lapicero situado en el punto de copiado PC reproduce la imagen a una escala mayor, que viene determinada por la relación de distancias P-PR y P-PC.
Cambiando el puntero de referencia por el punto de copiado se reproduce la imagen a una escala menor.